# Марія Мондер
Марія Мондер (англ. Maria Maunder, 19 березня 1972) — канадська академічна веслувальниця.
Учасниця Олімпійських Ігор 1996 року.